# Charles Malherbe
Charles-Théodore Malherbe (ur. 21 kwietnia 1853 w Paryżu, zm. 5 października 1911 w Cormeilles w departamencie Eure) – francuski kompozytor, pisarz muzyczny i archiwista.

## Życiorys
Ukończył studia prawnicze, następnie kształcił się w dziedzinie muzyki u Adolphe’a Danhausera, Jules’a Masseneta i André Wormsera. W latach 1880–1881 towarzyszył Danhauserowi jako sekretarz podczas podróży do Belgii, Holandii i Szwajcarii. Po powrocie do Francji współpracował jako redaktor z czasopismami muzycznymi. W 1896 roku podjął pracę w bibliotece Opery Paryskiej jako asystent Charles’a-Louisa-Étienne’a Nuittera, po którym objął w 1899 roku stanowisko archiwisty. W 1909 roku został bibliotekarzem. Komponował opery komiczne, muzykę do sztuk teatralnych, utwory kameralne i fortepianowe oraz pieśni.
Wspólnie z Felixem Weingartnerem przygotował pierwsze wydanie dzieł wszystkich Hectora Berlioza. Był też autorem not biograficznych i bibliograficznych do wydań dzieł Jeana-Philippe’a Rameau. Zgromadził bogatą kolekcję muzykaliów, zawierającą m.in. autografy J.S. Bacha, przekazaną w darze Konserwatorium Paryskiemu.

## Ważniejsze prace
(na podstawie materiałów źródłowych)
- L’ouvre dramatique de Richard Wagner, wspólnie z Albertem Soubies’em (Paryż 1886)
- Précis d’histoire de l’Opéra-Comique, wspólnie z Albertem Soubies’em (Paryż 1887)
- Mélanges sur Richard Wagner, wspólnie z Albertem Soubies’em (Paryż 1891)
- Histoire de l’Opéra-Comique: La seconde Salle Favart, wspólnie z Albertem Soubies’em (2 tomy, Paryż 1892–1893)
- Centenaire de Gaetano Donizetti: Catalogue bibliographique de la section française à l’exposition de Bergame (Paryż 1897)
- Programmes et concerts (Paryż 1898)
- La caricature de 1830 (Paryż 1898)
- Auber (Paryż 1912)